# پژو تیپ ۱۷۷
پژو تیپ ۱۷۷ (انگلیسی: Peugeot Type 177) یک خودروی میان رده بود که بین سالهای ۱۹۲۴ تا ۱۹۲۹ توسط خودروساز فرانسوی پژو تولید شد. این خودرو با سیتروئن بی۲ و رنو کی‌زد رقابت می‌کرد.این خودرو برگرفته از پژو تیپ ۱۷۳ است که از آن اجزای مکانیکی خود را به ارث برده و با آن هم ابعاد است . حجم این موتور ۱۵۲۵ سی سی است و موتور آن ۴ سیلندر خطی است و حداکثر توان خروجی ۲۹ اسب بخار در ۱۹۰۰ دور در دقیقه است.